# Stromeferry
Stromeferry är en by i Lochalsh, Highland, Skottland. Byn är belägen 85 km 
från Dingwall. Orten har 100 invånare (1991).